# Drama (Yes)
Drama is het twaalfde album van de Britse progressieve-rockband Yes.
Het is het eerste album uit de Yes-historie waarop zanger Jon Anderson niet te horen is. Begin 1980, na de repetities voor de beoogde opvolger van het album Tormato, besloten Anderson en toetsenist Rick Wakeman de band te verlaten. De overgebleven leden Chris Squire, Steve Howe en Alan White trokken daarop Trevor Horn en Geoff Downes aan (beiden bekend van Buggles en hun hit Video Killed the Radio Star) om de band weer compleet te maken.
Het resultaat van de samenwerking was een Yes-album met een harder en scherper geluid, aangevuld met een snufje new wave. Om de band toch niet heel vervreemd van de jaren 70 te laten zijn, mocht Roger Dean voor het eerst in vijf jaar weer een albumhoes ontwerpen: zijn laatste was voor Yesterdays uit 1975. Ook mocht de bekende Yes-producer Eddie Offord (periode 1971-1974) zijn steentje bijdragen aan het album: hij was de producer van de backing tracks.
Drama haalde in Nederland de nummer 15 in de albumhitlijst; in het Verenigd Koninkrijk en de Verenigde Staten bereikte het album zijn hoogste positie op respectievelijk nummer 2 en nummer 18. Aan het eind van de tournee, in december 1980, werd de band Yes opgeheven.

## Tracklist
1. "Machine Messiah" - 10:27
2. "White Car" - 1:21
3. "Does It Really Happen?" - 6:35
4. "Into the Lens" - 8:33
5. "Run through the Light" - 4:43
6. "Tempus Fugit" - 5:15

In 2004 verscheen een luxe-editie van het album, met daarop tien extra nummers:
1. "Into the Lens (I Am a Camera)" - 3:44
2. "Run through the Light" - 4:27
3. "Have We Really Got to Go through This" - 3:40
4. "Song No. 4 (Satellite)" - 7:30
5. "Tempus Fugit" - 5:36
6. "White Car" - 1:08
7. "Dancing through the Light" - 3:16
8. "Golden Age" - 5:56
9. "In the Tower" - 2:53
10. "Friend of a Friend" - 3:38

## Bezetting
- Trevor Horn - zang, basgitaar in "Run through the Light"
- Chris Squire - zang, basgitaar, piano in "Run through the Light"
- Steve Howe - gitaar, zang
- Geoff Downes - keyboard, vocoder
- Alan White - drums, zang